# Ліски (Калінінградська область)
Ліски (рос. Лиски) — селище Гур'євського міського округу, Калінінградської області Росії. Входить до складу Храбровського сільського поселення.
Населення —  18 осіб (2015 рік). 

## Населення
| 2002 | 2010 |
| ---- | ---- |
| 16   | ↗18  |